# اچ‌ام‌اس پالاس (۱۸۶۵)
اچ‌ام‌اس پالاس (۱۸۶۵) (به انگلیسی: HMS Pallas (1865)) یک کشتی بود که طول آن ۲۲۵ فوت (۶۹ متر) بود. این کشتی در سال ۱۸۶۵ ساخته شد.